# Wereldkampioenschappen mountainbike 2018
De Wereldkampioenschappen mountainbike 2018 werden van 5 tot en met 9 september gehouden voor verschillende onderdelen in het Zwitserse Lenzerheide.

## Cross-country

### Mannen

#### Elite
| №      | Naam                 | Land        | Tijd     |
| ------ | -------------------- | ----------- | -------- |
| Goud   | Nino Schurter        | Zwitserland | 1u29'21" |
| Zilver | Gerhard Kerschbaumer | Italië      | +11"     |
| Brons  | Mathieu van der Poel | Nederland   | +1'14"   |
| 17de   | Jens Schuermans      | België      | +4'30"   |
| 19de   | Kevin Panhuyzen      | België      | +4'31"   |

#### Beloften
| №      | Naam                | Land             | Tijd     |
| ------ | ------------------- | ---------------- | -------- |
| Goud   | Alan Hatherly       | Zuid-Afrika      | 1u21'22" |
| Zilver | Christopher Blevins | Verenigde Staten | +27"     |
| Brons  | David Nordemann     | Nederland        | +1'05"   |
| 21ste  | Marc Bouwmeester    | Nederland        | +4'22"   |
| 24ste  | Pierre De Froidmont | België           | +4'55"   |
| 25ste  | Milan Vader         | Nederland        | +4'57"   |

#### Junioren
| №      | Naam             | Land        | Tijd     |
| ------ | ---------------- | ----------- | -------- |
| Goud   | Alexandre Balmer | Zwitserland | 1u13'45" |
| Zilver | Leon Kaiser      | Duitsland   | +2"      |
| Brons  | Mathis Azzaro    | Frankrijk   | +1'13"   |
| 14de   | Tim van Dijke    | Nederland   | +4'59"   |
| 22ste  | Clément Horny    | België      | +5'41"   |
| 37ste  | Arne Janssens    | België      | +7'42"   |
| 46ste  | Mick van Dijke   | Nederland   | +8'51"   |

### Vrouwen

#### Elite
| №      | Naam           | Land             | Tijd     |
| ------ | -------------- | ---------------- | -------- |
| Goud   | Kate Courtney  | Verenigde Staten | 1u34'55" |
| Zilver | Annika Langvad | Denemarken       | +47"     |
| Brons  | Emily Batty    | Canada           | +1'58"   |
| 7de    | Anne Tauber    | Nederland        | +4'08"   |
| 11de   | Githa Michiels | België           | +4'52"   |
| DNF    | Anne Terpstra  | Nederland        | -        |

#### Beloften
| №      | Naam                 | Land        | Tijd     |
| ------ | -------------------- | ----------- | -------- |
| Goud   | Alessandra Keller    | Zwitserland | 1u22'53" |
| Zilver | Sina Frei            | Zwitserland | +1'22"   |
| Brons  | Marika Tovo          | Italië      | +1'40"   |
| 6de    | Sohpie von Berswordt | Nederland   | +4'00"   |
| 38ste  | Emeline Detilleux    | België      | LAP      |

#### Junioren
| №      | Naam            | Land                | Tijd     |
| ------ | --------------- | ------------------- | -------- |
| Goud   | Laura Stigger   | Oostenrijk          | 1u09'46" |
| Zilver | Tereza Sásková  | Tsjechië            | +3'03"   |
| Brons  | Harriet Harnden | Verenigd Koninkrijk | +3'37"   |

## Downhill

### Mannen

#### Elite
| №      | Naam        | Land                | Tijd     |
| ------ | ----------- | ------------------- | -------- |
| Goud   | Loïc Bruni  | Frankrijk           | 2:55.114 |
| Zilver | Martin Maes | België              | +0.213   |
| Brons  | Danny Hart  | Verenigd Koninkrijk | +0.305   |

#### Junioren
| №      | Naam            | Land                | Tijd     |
| ------ | --------------- | ------------------- | -------- |
| Goud   | Kade Edwards    | Verenigd Koninkrijk | 3:03.225 |
| Zilver | Kye A'Hern      | Australië           | +4.410   |
| Brons  | Elliot Jamieson | Canada              | +5.438   |

### Vrouwen

#### Elite
| №      | Naam            | Land                | Tijd     |
| ------ | --------------- | ------------------- | -------- |
| Goud   | Rachel Atherton | Verenigd Koninkrijk | 3:15.738 |
| Zilver | Tahnée Seagrave | Verenigd Koninkrijk | +9.983   |
| Brons  | Myriam Nicole   | Frankrijk           | +10.676  |

#### Junioren
| №      | Naam           | Land             | Tijd     |
| ------ | -------------- | ---------------- | -------- |
| Goud   | Valentina Höll | Oostenrijk       | 3:39.726 |
| Zilver | Anna Newkirk   | Verenigde Staten | +10.881  |
| Brons  | Mille Johnset  | Noorwegen        | +16.694  |

## 4-Cross

### Mannen
| №      | Naam            | Land      |
| ------ | --------------- | --------- |
| Goud   | Quentin Derbier | Frankrijk |
| Zilver | Tomas Slavik    | Tsjechië  |
| Brons  | Mikulas Nevrkla | Tsjechië  |

### Vrouwen
| №      | Naam              | Land                |
| ------ | ----------------- | ------------------- |
| Goud   | Romana Labounkova | Tsjechië            |
| Zilver | Natasha Bradley   | Verenigd Koninkrijk |
| Brons  | Raphaela Richter  | Duitsland           |

## Eliminator

### Mannen
| №      | Naam                  | Land      |
| ------ | --------------------- | --------- |
| Goud   | Titouan Perrin-Ganier | Frankrijk |
| Zilver | Hugo Briatta          | Frankrijk |
| Brons  | Lorenzo Serres        | Frankrijk |

### Vrouwen
| №      | Naam              | Land      |
| ------ | ----------------- | --------- |
| Goud   | Coline Clauzure   | Frankrijk |
| Zilver | Iryna Popova      | Oekraïne  |
| Brons  | Marion Fromberger | Duitsland |

## Marathon

### Mannen
| №      | Naam              | Land       |
| ------ | ----------------- | ---------- |
| Goud   | Henrique Avancini | Brazilië   |
| Zilver | Daniel Geismayr   | Oostenrijk |
| Brons  | Héctor Páez       | Colombia   |

### Vrouwen
| №      | Naam               | Land       |
| ------ | ------------------ | ---------- |
| Goud   | Annika Langvad     | Denemarken |
| Zilver | Christina Kollmann | Oostenrijk |
| Brons  | Maja Włoszczowska  | Polen      |

Edities

1990 · 
1991 · 
1992 · 
1993 · 
1994 · 
1995 · 
1996 · 
1997 · 
1998 · 
1999 · 
2000 · 
2001 · 
2002 · 
2003 · 
2004 · 
2005 · 
2006 · 
2007 · 
2008 · 
2009 · 
2010 · 
2011 · 
2012 · 
2013 · 
2014 · 
2015 · 
2016 · 
2017 · 
2018 · 
2019 · 
2020 · 
2021 · 
2022 · 
2023

Onderdelen

Cross-country · 
cross-country elektrisch ondersteund · 
cross-country shorttrack · 
cross-country eliminator · 
gemengde aflossing · 
downhill · 
4-cross · 
trials

Zie ook: Wereldkampioenschappen MTB-marathon